# M.A. Numminen
M.A. Numminen (født Mauri Antero Numminen), født den 12. marts 1940 i Somero, er en finsk kunstner, sanger, sangskriver og forfatter. Hans sangstemme og stil er meget karakteristisk og er blevet noget af et brand.

## Biografi
Numminen begyndte sin karriere som komponist i 1966 med at skrive musik til tekster fra bøger skrevet af andre. Han skrev senere prosa selv, som han også komponerede. Numminens tidlige produktion er avantgarde og ofte ret provokerende.
Den første plade på svensk, M.A. Numminen på svenska, blev udgivet i 1972. Han er ikke finsk-svensk, men skriver teksterne på finsk og oversætter derefter teksterne til andre sprog, herunder engelsk, tysk, russisk og esperanto.
I Sverige er Numminen kendt blandt andet gennem for sin cover af "Gummiboll" og hans såkaldte Tractatus-suite, en komposition til Ludwig Wittgensteins filosofiske tekster.
Ud over musik og sangtekster har Numminen skrevet radiospil og flere bøger. En stor del af hans produktion består af børnesange, der er blevet meget populære i Finland.
Numminen blev forfremmet i 2011 til æresdoktor ved Institut for Samfundsvidenskab ved Åbo Akademi.
Musikeren Pedro Hietanen har længe samarbejdet og spillet med Numminen, inklusive harmonika.

## Diskografi

### På finsk
- 1967 - M.A. Numminen In Memorian
- 1970 - Suomen Talvisota 1939 - 1940
- 1970 - Taisteluni
- 1970 - Swingin Kutsu
- 1970 - Iso Mies Ja Keijukainen
- 1970 - Lukee Ja Laulaa Runojan
- 1971 - Perkele! Laulula Suomesta
- 1973 - Aarteeni, Juokaamme Likööri!
- 1976 - Kumipallona Luokses Pompin Ain'
- 1977 - Jänikset Maailmankartalle!
- 1979 - Itsy Bitsy Ja Muita Taidenautintoja
- 1980 - Kuu Mies Kookospähkinä
- 1983 - Koomikon Kahdet Kasvot
- 1983 - Silmälasiapina
- 1985 - Suosituimmat Lastenlaulut (Pedron Uusina Sovituksina)
- 1988 - Kamelilaulu
- 1991 - Ollaan Eläimiä! - Gommin Ja Pommin Musiikkiseikkailut
- 1995 - Gommin Ja Pommin Metsäkarnevaali
- 1995 - M.A. Numminen Goes Tech-No - En Tahdo Olla Prinsessa, Olen Boogie
- 2002 - Rytmirunoja
- 2004 - Didi-WAH-Didi
- 2011 - Ensivappulevy

### På svensk
- 1972 - M.A. Numminen På Svenska - Äkta Finsk Negerjazz På Svenska
- 1973 - Jag Har Sett Fröken Ellen I Badet
- 1977 - Som En Gummiboll Kommer Jag Tillbaks Till Dej
- 1978 - Fårskallevisor
- 2008 - M.A. Numinnen Gör Ont I Sverige

### På engelsk
- 1974 - In English
- 1989 - The Tractatus Suite

### På tysk
- 1976 - Auf Deutsch
- 2001 - Däga Däga Finnwelten
- 2003 - M.A. Numminen Singt Wüste Wilde Weihnachtslieder
- 2006 - M.A. Numminen Singt Heinrich Heine

### På esperanto
- 1983 - Helena Est Libertas